# Zgornja Dobrava (Radovljica, Slovenija)
Zgornja Dobrava je naselje u slovenskoj Općini Radovljici. Zgornja Dobrava se nalazi u pokrajini Gorenjskoj i statističkoj regiji Gorenjskoj. 

## Stanovništvo
Prema popisu stanovništva iz 2002. godine naselje je imalo 128 stanovnika.